# Leptodactylodon polyacanthus
Leptodactylodon polyacanthus är en groddjursart som beskrevs av Jean-Louis Amiet 1971. Leptodactylodon polyacanthus ingår i släktet Leptodactylodon och familjen Arthroleptidae. IUCN kategoriserar arten globalt som sårbar. Inga underarter finns listade i Catalogue of Life.